# Municipio de Cook (Iowa)
El municipio de Cook (en inglés: Cook Township) es un municipio ubicado en el condado de Sac en el estado estadounidense de Iowa. En el año 2010 tenía una población de 167 habitantes y una densidad poblacional de 1,76 personas por km².

## Geografía
El municipio de Cook se encuentra ubicado en las coordenadas 42°26′7″N 95°15′47″O / 42.43528, -95.26306. Según la Oficina del Censo de los Estados Unidos, el municipio tiene una superficie total de 95.13 km², de la cual 95,11 km² corresponden a tierra firme y (0,02 %) 0,02 km² es agua.

## Demografía
Según el censo de 2010, había 167 personas residiendo en el municipio de Cook. La densidad de población era de 1,76 hab./km². De los 167 habitantes, el municipio de Cook estaba compuesto por el 100 % blancos. Del total de la población el 0 % eran hispanos o latinos de cualquier raza.